# 大原サッカー場
さいたま市大原サッカー場（さいたましおおはらサッカーじょう）は、さいたま市浦和区大原にあるさいたま市が運営するサッカー競技施設。現在はJリーグ・浦和レッズの専用練習場であり、同クラブのクラブハウスも敷地内に隣接して建設されている。大原グラウンド、大原練習場、単に大原などと呼ばれる。1993年7月に浦和市大原サッカー競技場として開設。2002 FIFAワールドカップの際には、公認キャンプ候補地に選定されていた。

## 施設概要
浦和レッズクラブハウス、トレーニング施設、夜間照明付き天然芝サッカーコートが2面、人工芝フットサルコートが1面、クラブハウス1階部分には、テント付き屋根のある観戦スタンド（197席）、坂路（坂道トレーニング用走路）などがある。
ほぼ毎日トップとサテライトの練習があり、練習試合なども行われる。練習は非公開練習を除き一般のファン・サポーターも見ることができる。練習日時や時間はそのつど変更になるので、クラブ公式ページなどを参照した方がいい。
以前のクラブハウスはプレハブの簡素なものだったが、2003年末に現在の建物を新築した後も別館として使用された。2016年7月にクラブハウスを増築する事になり、その敷地に転用される事になったために解体撤去された。
クラブハウスの2階にはサポーターズカフェがあり、ファン・サポーターの憩いの場になっていると共に、クラブが獲得したタイトルJリーグ優勝杯・天皇杯などの優勝杯・表彰状などが飾られている。飲み物などの自動販売機や椅子、机などが用意してありグラウンドを見渡す事ができる。また、テラスにはカップホルダーが設置されていて、実質的にはスタジアムの立見席であると言える。一般のファン・サポーターはサポーターズカフェ以外のクラブハウスにはいることはできない。
観戦スタンドから遠いコートで練習するときは多くのファン・サポーターは水路のあるフェンス越しに練習を見ている。フェンス脇には浦和レッズ後援会が寄贈した木製ベンチがある。
練習後ファンサービスのサイン入りポストカードをもらうためにファン・サポーターが選手を待っている光景が見られる。
2006年6月、当時レッズの監督を務めていたブッフバルトの発案で長さ60m、幅3m、高低差1.8m、傾斜角3度のゆるやかな坂のトレーニング用走路を600万円かけて新設。また2006年夏に2面あるコートの間に広告ボードが設置された。
2017年10月、クラブハウスの増築棟が完成した。

## 施設概況

### 所在地
埼玉県さいたま市浦和区大原3-4

### メインスタジアム
- 収容人数　197人（全席座席）
- 天然芝グラウンド
- 照明　300ルクス

### B面
- 天然芝グラウンド
- 照明　300ルクス

### クラブハウス内
- サポーターズカフェ

## アクセス
- さいたま新都心駅から徒歩15分。コクーンシティ方面から東へ産業道路の交差点を越えて首都高速道路埼玉新都心線新都心出入口付近の用水路手前を右に曲がり用水路沿いに300m進む。
- JR北浦和駅よりバス大宮駅東口行きで上木崎下車、徒歩10分